# Flèche d'argent
Ne pas confondre avec les Flèches d'Argent, les automobiles allemandes en compétition avant-guerre.
La Flèche d'argent est un ancien service de la SNCF, créé en 1956, qui reliait Paris à l’Angleterre en combinant le train (de la gare du Nord à l'aéroport du Touquet) avec l'avion (vers Londres Gatwick, mais aussi Southampton et Southend), la SNCF s'étant associé avec la « compagnie aérienne française Air Transport », avec la particularité que le terminus du train était directement sur le tarmac de l'aéroport, permettant une correspondance directe entre les deux moyens de transport.
Il y a un quai toujours visible, construit que tardivement — de 1971 à 1980 — à l'aéroport, au pied de la tour de contrôle, la voie arrivant auparavant — de 1963 à 1971 — dans une halte située près d'une aérogare dédiée (détruite). La liaison était permise par un embranchement sur la ligne Paris – Amiens – Calais, qui remplaça à sa création la correspondance avec un autocar en gare d'Étaples - Le Touquet.

## Matériel
Le service, créé en 1956 et inauguré le 18 mai.
Il est d'abord assuré par un autorail De Dietrich à classe unique.
Lors de la reprise le 12 avril 1957, après la suspension pendant l'hiver à cause de la baisse de fréquentation, par l'autorail prototype X 2051, construit par Carel Fouché selon le procédé de la firme américaine Budd, tout inox (d'où le nom de « Flèche d'argent » et, aussi, par analogie avec la « Flèche d'Or », Paris – Calais – Douvres – Londres). Il offre 16 places en 1re classe et 80 places en 2e  classe, avec possibilité d'une remorque doublant la capacité.
Puis par des autorails X 4500, surnommés « caravelles », construites par ANF ; enfin, à partir de 1972, il fut assuré par les très confortables rames à grand parcours, rénovées pour la circonstance, avec petit bar privé et compartiments cossus en première classe. Les avions, quant à eux, étaient des Bristol Freighter ou des BAC 1-11.

## Organisation du trajet Paris-Londres

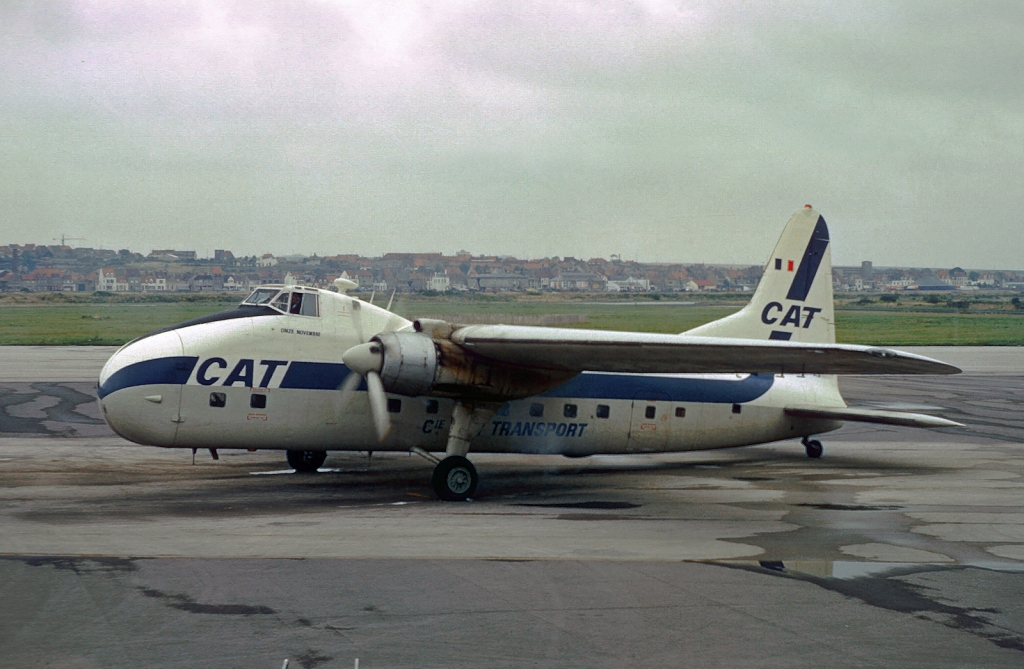
Bristol 170 Mk.32 Superfreighter de la « Compagnie Air Transport ».

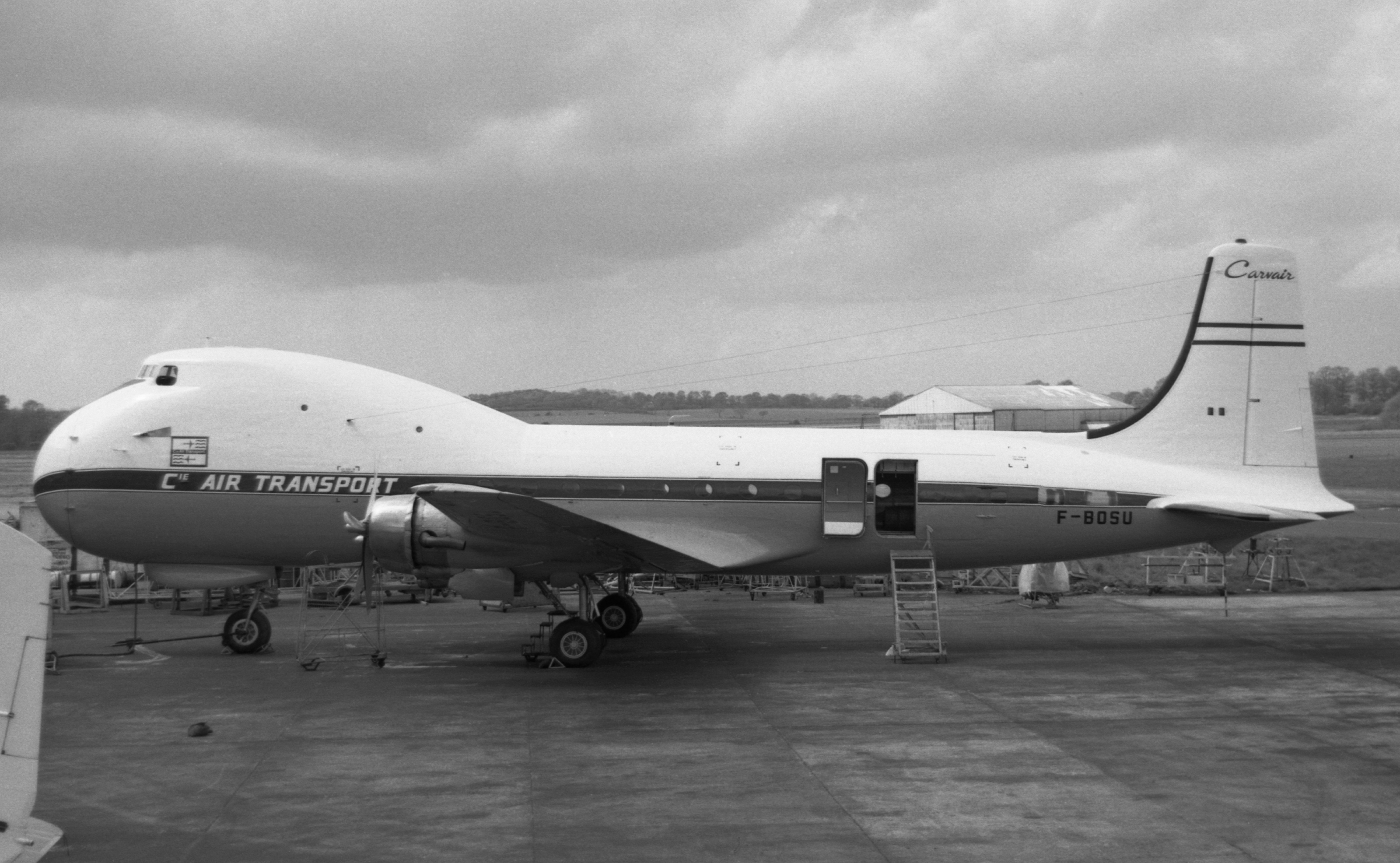
ATL-98 Carvair de la « Compagnie Air Transport ».

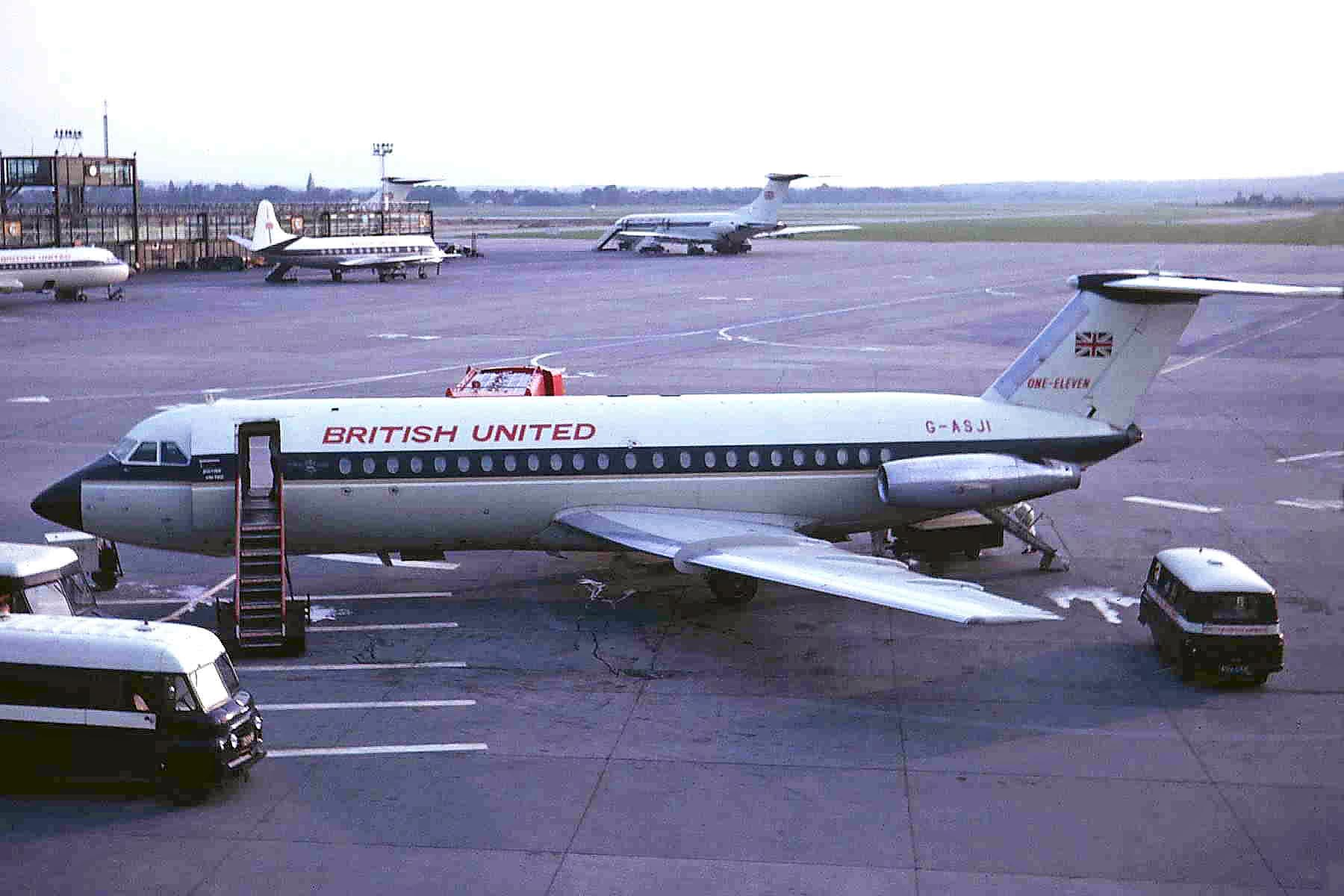
Un BAC 1-11, utilisé pour la Flèche d'argent, à Londres-Gatwick dans les années 1970.

En 1956, au début de la mise en service de cette ligne, de juin à octobre, les voyageurs arrivent de Paris en gare d'Étaples et sont transférés en cars jusqu'à l'aéroport du Touquet-Paris-Plage. La traversée de la Manche s'effectue en 20 min par des bimoteurs Bristol Wayfarer de la Silver City Airways, la « compagnie Air Transport » n'ayant pas encore d'appareils en propre. Ensuite, ils prennent le car de l'aéroport de Lydd pour rejoindre Londres. La durée totale du trajet Paris – Londres est d'un peu moins de 6 h.
Jusqu'en 1961, le service est reconduit de juin à octobre. Des améliorations sont apportées, les avions arrivent à l'aéroport de Manston dans le Kent et mis en correspondance avec les trains réguliers de la British Rail, entre Margate et gare de Londres-Victoria. À partir de l'été 1960, la Silver City prend l'initiative de faire accompagner les passagers par des hôtesses, tant à bord des avions que dans les trains des deux côtés de la Manche.
Le 23 novembre 1960, la SNCF décide de relier l'aéroport du Touquet-Paris-Plage à la ligne Paris – Boulogne-sur-Mer – Calais. Suspendu en septembre 1961, le service « Flèche d'Argent » renaît le 26 mai 1963 à raison de deux relations quotidiennes, au lieu d'une jusqu'à présent, complétée en saison par une troisième facultative en milieu de journée.
Le nouveau raccordement ferroviaire s'embranche au kilomètre 225 de l'artère Paris – Calais, entre les gares de Saint-Josse et d'Étaples ; il consiste en une voie unique de 1 200 m de long, terminé par une demi-lune dont le heurtoir jouxte la route Étaples – Le Touquet, au niveau du pont d'Étaples, un quai à voyageurs de 55 m et un petit bâtiment comprenant une salle d'attente et des toilettes complètent les installations. Juste de l'autre côté de cette route, sur le terrain de l'aéroport, est construite une aérogare de 600 m2. On voit donc les passagers, accompagnés d'une hôtesse, traverser la route, et après 150 m de marche, ayant satisfait aux opérations de douanes et de police, dans la nouvelle aérogare, embarquer dans l'avion.
À noter que la SNCF prend une participation majoritaire dans le capital d'« Air Transport », ce qui lui permet d'acquérir 3 Bristol Mark 32, d'une capacité de 14 passagers et 3 ou 4 voitures.
En 1963, la durée totale du trajet n'est plus que de 4 h 15 grâce au remplacement des autorails Budd par des rames doubles Caravelle construite par ANF. En outre , le parcours aérien est désormais assuré par la British United Airways à l'aide de Viscount, appareils, munis de 4 turbopropulseurs, de 57 places à 67 places, remplacés les jours de pointe, soit par des DC-6 de 80 places, soit par des Bristol Britannia de 120 places
Le 9 juin 1971 l'embranchement ferroviaire du Touquet-Paris-Plage, après un prolongement de 1 300 m de rails, à travers les pistes de l'aéroport, et l’installation d’un passage à niveau en plein dans la D 940, arrive au pied même des avions, entre la tour de contrôle et l'aérogare principale.
En 1972, la BUA est remplacée par la British Caledonian avec l'emploi de BAC 1-11 de 79  à   114 places et, sur le plan ferroviaire, par le remplacement des rames doubles Caravelle par des rames à grand parcours (RGP) De Dietrich et Brissoneau ; les motrices offrent 56 places de seconde classe et les remorques 68 places ; elles sont peintes en jaune et gris inoxydable. On couvre alors Paris – Londres en moins de 4 h.
En 1973, à l'occasion d'un congrès réunissant les agences de voyages et les services commerciaux de la SNCF, l'une des toutes premières rames à turbines à gaz (RTG) est présentée sur la voie de l'aéroport.
En 1975, la British Caledonian cède la place à la British Island Airways qui recourt à des Dart Herald, appareils à turbopropulseurs de 50 places ; Air Transport, filiale de la SNCF reste chargée de la promotion des ventes et de la centralisation des réservations.
En 1977, après le Touquet-Paris-Plage – Gatwick et le Touquet-Paris-Plage – Southend, une 3e correspondance est assurée par la « Flèche d'Argent » pour Southampton et Bournemouth.
En 1980, les liaisons aériennes sont assurées par Air UK mais le service « Flèche d'Argent » est définitivement supprimé le 28 septembre 1980.

## Concurrence
Avec jusqu'à trois relations quotidiennes dans chaque sens (matin, midi, soir), il concurrençait pour le trafic transmanche, tout d'abord, les vols directs Paris – Londres, en proposant des tarifs plus bas, mais aussi les services combinant train et ferry (via Calais ou Boulogne), ou train et aéroglisseur (Seaspeed devenu Hoverspeed (en), via la base de Boulogne – Le Portel).
Le service des trains spéciaux cessa à la fin de l'année 1980, mais la formule continua d'être assurée encore quelques années, grâce au train Corail Paris – Calais et à un autocar en correspondance à la gare d'Étaples - Le Touquet. Mais avant même l'ouverture du tunnel sous la Manche, le service cessa définitivement, vaincu par la baisse des tarifs aériens en vols directs.

### Le trafic voyageurs France-Angleterre (en nombre de passagers)
|                   | 1957      | %  | 1966      | %  | 1975      | %  |
| ----------------- | --------- | -- | --------- | -- | --------- | -- |
| Air France/BEA    | 505 000   | 39 | 1 087 000 | 55 | 1 865 000 | 53 |
| Fer/Mer - SNCF-BR | 712 000   | 55 | 644 000   | 33 | 1 498 000 | 42 |
| Skyways Beauvais  | 62 700    | 5  | 173 900   | 9  | 102 000   | 3  |
| Flèche d'Argent   | 14 400    | 1  | 43 700    | 3  | 78 000    | 2  |
| Total             | 1 294 100 |    | 1 958 600 |    | 3 543 000 |    |

## Vestiges de l'infrastructure

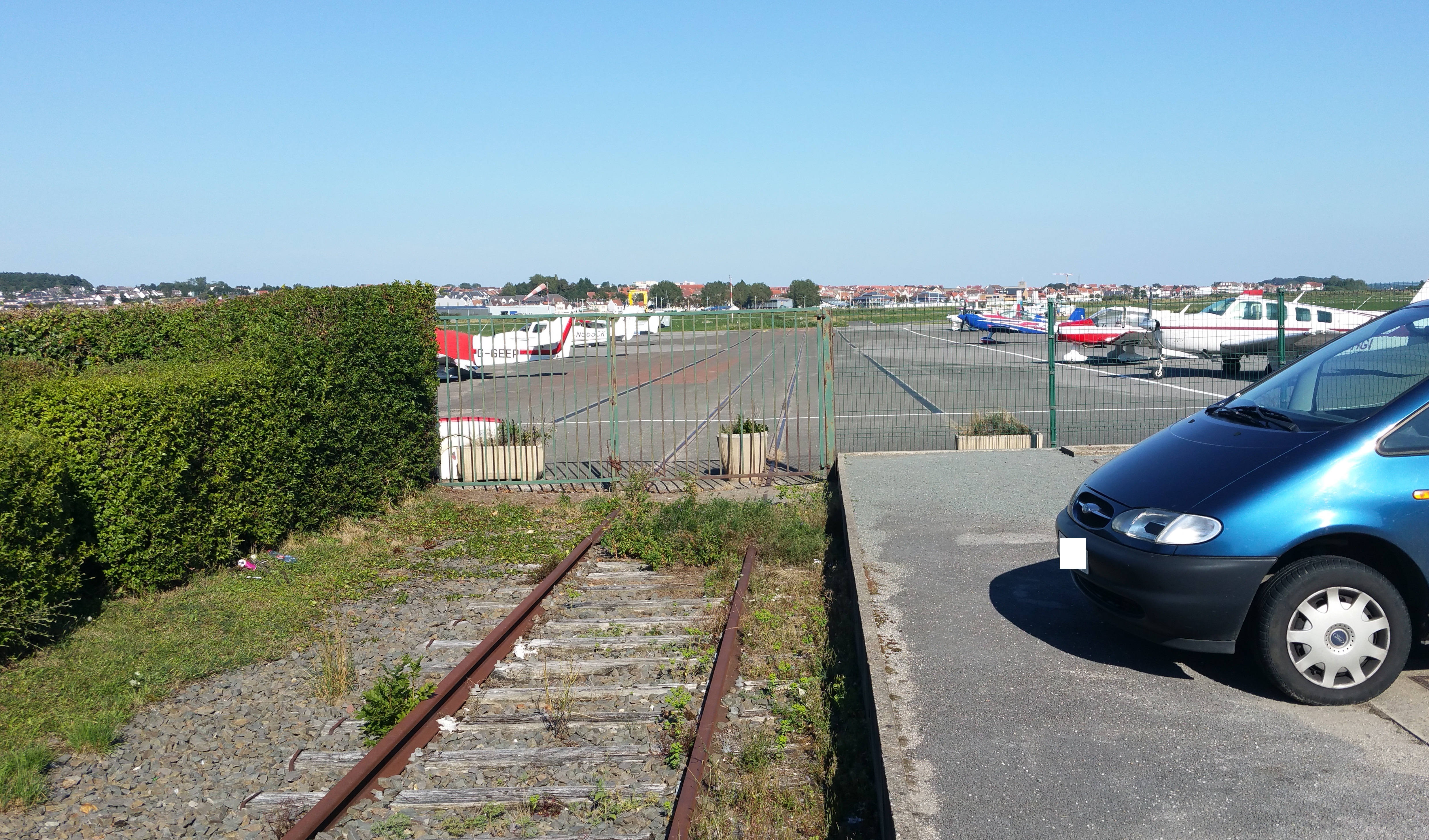
La voie traversant le tarmac de l'aéroport, avec l'ancien quai de la halte.

L'embranchement du Touquet est encore en place, sauf le passage à niveau sur la route départementale 940 et l'aiguille sur la ligne Paris – Calais (déposée). Par contre, l'ancien poste de bifurcation a été démoli en 2000.

## Pour approfondir